# PRINCESS BELIEVER
『PRINCESS BELIEVER』（プリンセス ビリーヴァー）は、鬼束ちひろの3作目（通算4作目）のPV集。

## 解説
2002年12月11日に発売された。アルバム『Sugar High』と同時発売となる。DVDおよびVHS規格の2形態での発売となり、VHS盤は初回限定生産となっている。なお、VHSによる作品販売は本作が最後となる。DVD・VHS共にブックレットの付属はない。
本作はアルバム『This Armor』収録曲でPVが制作された5曲に加え、アルバム『Sugar High』収録曲「King of Solitude」の撮り下ろしPVを収録している。また、特典映像として「infection」のTVスポット（60秒）が収録されている。

## 収録曲
1. LITTLE BEAT RIFLE
ディレクターは内田貴広。
2. ROLLIN'
ディレクターは番場秀一。スタジオライブの模様を撮影している。
3. 流星群
ディレクターは番場秀一。『pause』（新星堂刊）2002年3月号におけるインタビューでは「素の笑い顔がふんだんに盛り込まれていて驚いた」と語っている。
4. 茨の海
ディレクターは番場秀一。
5. infection
ディレクターは番場秀一。イギリスロケで撮影が行われた。
6. King of Solitude
ディレクターは番場秀一。アニメーションを合成して撮影されている。
Special Track
7. infection